# Авумей, Эдем
Эдем Авумей (фр. Edem Awumey, 1975, Ломе) — тоголезский писатель

.

## Биография
Окончил университет Ломе в 2000 году, по стипендии как приглашенный писатель переехал в Марне-сюр-Сен (Франция). Окончил университет Сержи-Понтуаз в 2005 году, защитил диссертации по творчеству Тахара Бенжеллуна и Тьерно Моненамбо. В 2005 году переехал в Квебек, живёт в Халле, преподает французский язык в Оттаве.
В 2006 году его дебютный роман «Port-Mélo» получил Большую литературную премию Чёрной Африки (Grand prix littéraire d’Afrique noire), а в 2009 году его второй роман «Les Pied sales» был номинирован на Гонкуровскую премию.
Его третий роман, «Rose déluge», был опубликован в 2011 году, а его четвертый роман, Explication de la nuit, был опубликован в 2013 году. Он также является автором Tierno Monénembo, роман о творчестве Тьерно Моненембо.
Его последний роман, Mina parmi les ombres, был опубликован осенью 2018 года. Он был включен в шорт-лист ежегодной премии Governors Awards за произведение на французском языке на премии Governors Awards 2019 года.

## Романы
- Port-mélo (2005, переизд. 2006; Большая литературная премия Чёрной Африки)
- Les pieds sales (2009, переизд. 2011, англ. пер. 2011; номинирован на Гонкуровскую премию)
- Rose déluge (2011, переизд. 2012)